# Trasporti in Kuwait
Questa voce raccoglie le principali tipologie di trasporti in Kuwait.

## Trasporti su rotaia
In questa nazione non è presente alcuna ferrovia, né tranvia e neanche rete di metropolitana.

## Trasporti su strada

### Rete stradale
Strade pubbliche: in totale 4.450 km (dati 1999)
- asfaltate: 3.590 km
- bianche: 860 km.

### Reti filoviarie
I filobus non sono presenti.

### Autolinee
In tutte le zone abitate del Kuwait sono presenti aziende pubbliche e private che gestiscono trasporti urbani, suburbani ed interurbani esercitati con autobus.

## Idrovie
Sono assenti trasporti che utilizzano acque fluviali o lacustri.

### Porti e scali

#### Sul golfo Persico
- Ash Shu'aybah, Ash Shuwaykh, Madinat al-Kuwait (capitale dello Stato), Mina' 'Abd Allah, al-Ahmadi (porto petrolifero) e Mina' Su'ud.

## Trasporti aerei
- Compagnia di bandiera: Kuwait Airways

### Aeroporti
In totale: 7 (dati 2005)
a) con piste di rullaggio pavimentate: 4
- oltre 3047 m: 1
- da 2438 a 3047 m: 2
- da 1524 a 2437 m: 1
- da 914 a 1523 m: 0
- sotto 914 m: 0

b) con piste di rullaggio non pavimentate: 3
- oltre 3047 m: 0
- da 2438 a 3047 m: 0
- da 1524 a 2437 m: 1
- da 914 a 1523 m: 0
- sotto 914 m: 2.

L'aeroporto principale è l'Aeroporto Internazionale del Kuwait, situato a circa 15 km a sud di Madinat al-Kuwait.

### Eliporti
In totale: 4 (dati 2005).